# Heteractis malu
Heteractis malu is een zeeanemonensoort uit de familie Stichodactylidae.
Heteractis malu is voor het eerst wetenschappelijk beschreven door Haddon & Shackleton in 1893.